# Waldböcke
Die Einteilung der Lebewesen in Systematiken ist kontinuierlicher Gegenstand der Forschung. So existieren neben- und nacheinander verschiedene systematische Klassifikationen. 
Das hier behandelte Taxon ist durch neue Forschungen obsolet geworden oder ist aus anderen Gründen nicht Teil der in der deutschsprachigen Wikipedia dargestellten Systematik.

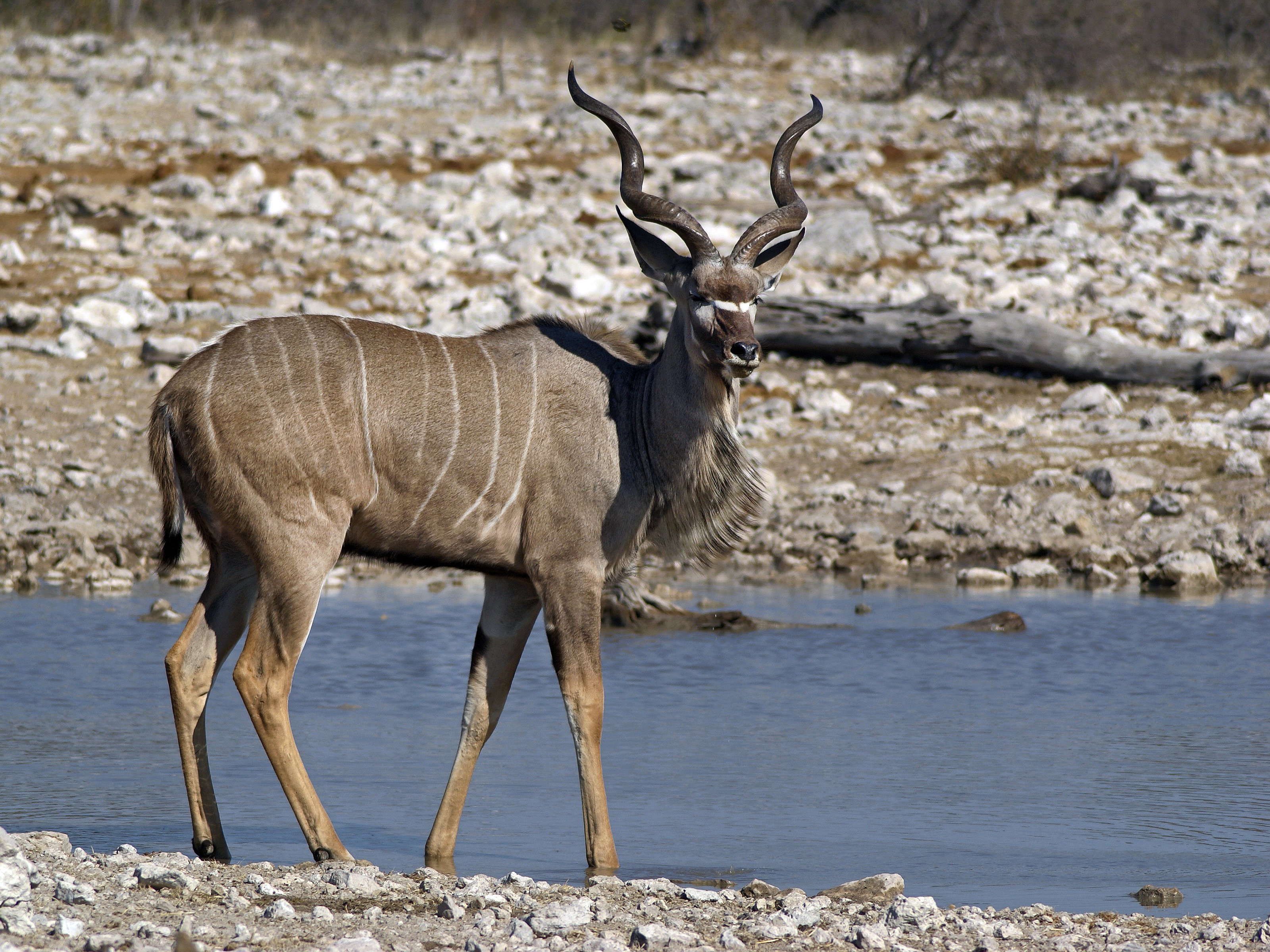
Großer Kudu

Als Waldböcke werden mehr als zwei Dutzend Arten an Antilopen in sieben Gattungen und zwei Triben zusammengefasst, von denen zwei Arten in Asien und die restlichen in Afrika leben. Die größten Arten reichen an die Rinder heran, und tatsächlich sind die Waldböcke nahe mit den Rindern verwandt und werden mit ihnen in der Unterfamilie der Bovinae zusammengefasst.
Der Name „Waldböcke“ ist nicht besonders exakt, denn keineswegs leben alle Arten in Wäldern. Auch die Systematik innerhalb dieser Gruppe ist umstritten, ursprünglich waren sie als eine Unterfamilie Tragelaphinae zusammengefasst, nach jüngeren Untersuchungen stellen die Waldböcke keine natürliche (monophyletische) Gruppe dar.

## Systematik
Folgende Gattungen und Arten werden zu den Waldböcken gezählt:
- Tribus Boselaphini Knottnerus-Meyer, 1907

- Gattung Tetracerus Geoffroy Saint Hilaire & F. Cuvier, 1824

- Vierhornantilope (Tetracerus quadricornis (de Blainville, 1816))

- Gattung Boselaphus de Blainville, 1816

- Nilgauantilope (Boselaphus tragocamelus (Pallas, 1766))

- Tribus Tragelaphini Jerdon, 1874

- Gattung Nyala Heller, 1912

- Nyala oder Flachland-Nyala (Nyala angasii (Angas, 1849))

- Gattung Tragelaphus de Blainville, 1816

- Sudan-Schirrantilope (Tragelaphus bor Heuglin, 1877)
- Bergnyala (Tragelaphus buxtoni (Lydekker, 1910))
- Äthiopien-Schirrantilope (Tragelaphus decula (Rüppell, 1835))
- Bongo (Tragelaphus eurycerus (Ogilby, 1837))
- Ostküsten-Schirrantilope (Tragelaphus fasciatus Pocock, 1900)
- Westliche Sitatunga (Tragelaphus gratus Sclater, 1880)
- Nil-Sitatunga (Tragelaphus larkenii (St. Leger, 1931))
- Hochland-Schirrantilope (Tragelaphus meneliki Neumann, 1902)
- Sambia-Schirrantilope (Tragelaphus ornatus Pocock, 1900)
- Kongo-Schirrantilope (Tragelaphus phaleratus (C. H. Smith, 1827))
- Buschbock oder Senegal-Schirrantilope (Tragelaphus scriptus (Pallas, 1766))
- Sambesi-Sitatunga (Tragelaphus selousi Rothschild, 1898)
- Sitatunga oder Wasserkudu und Ostafrika-Sitatunga (Tragelaphus spekii Speke, 1863)
- Südliche Schirrantilope (Tragelaphus sylvaticus (Sparrman, 1780))
- Nikose-Situnga (Tragelaphus sylvestris (Meinertzhagen, 1916))

- Gattung Ammelaphus Heller, 1912

- Südlicher Kleinkudu (Ammelaphus australis Heller, 1913)
- Kleiner Kudu oder Nördlicher Kleinkudu (Ammelaphus imberbis (Blyth, 1869))

- Gattung Strepsiceros C. H. Smith, 1827

- Nördlicher Großkudu (Strepsiceros chora (Cretzschmar, 1826))
- Westlicher Großkudu (Strepsiceros cottoni Dollman & Burlace, 1928)
- Großer Kudu oder Kap-Großkudu (Strepsiceros strepsiceros (Pallas, 1766))
- Sambesi-Großkudu (Strepsiceros zambesiensis Lorentz, 1894)

- Gattung Elenantilopen (Taurotragus Wagner, 1855)

- Riesen-Elenantilope (Taurotragus derbianus (Gray, 1847))
- Elenantilope (Taurotragus oryx (Pallas, 1766))

Die Vierhornantilope hat einige rinderartige Merkmale, sodass sie manchmal auch den Rindern zugeordnet wurde. Jüngere Untersuchungen fassen die Vierhorn- und die Nilgauantilope – die beide in Asien leben – zum Tribus Boselaphini und die beiden übrigen, in Afrika vorkommenden Gattungen zum Tribus Tragelaphini zusammen. Dabei dürften jedoch die Boselaphini die Schwestergruppe des gemeinsamen Taxons aus Tragelaphini und den Rindern (Bovini) sein.